# Macrosiphoniella similioblonga
Macrosiphoniella similioblonga är en insektsart. Macrosiphoniella similioblonga ingår i släktet Macrosiphoniella och familjen långrörsbladlöss. Inga underarter finns listade i Catalogue of Life.